# Simon Trpčeski
Simon Trpčeski (Симон Трпчески en macedonio, 18 de septiembre de 1979 en Skopie) es un pianista de música clásica macedonio.

## Biografía
Es el menor de tres hermanos. Su padre fue juez y su madre farmacóloga. En 2002 obtuvo la titulación en música tras haber asistido a las universidades de San Cirilio y San Metodio, ambas en Skopje, donde estudió con el profesor Boris Romanov. Por aquel entonces había hecho su debut en 2001 en el Wigmore Hall de Londres en 2001 aparte de ganar certámenes internacionales en Reino Unido, Chequia e Italia.
Trpčeski se formó entre 2001 y 2003 como miembro del programa de BBC Radio 3: New Generation Scheme y en 2005 haría giras internacionales en las que actuó con varias orquestas, entre ellas: las de Nueva York, San Francisco, Los Ángeles, Singapur, Hong Kong y Toronto. En diciembre del mismo año participó por vez primera en la Serie Internacional de Piano en Londres.
En los países escandinavos ha tocado con las orquestas de Estocolmo, Bergen, Gotemburgo la Helsinki y la Orquesta de Cámara de Suecia, Örebro.
En 2009 fue galardonado con la Orden al Mérito, máxima distinción nacional.
El 8 de septiembre de 2015 actuó en el Estadio Filip II de Skopie en los prolegómenos del partido clasificatorio para la Eurocopa de 2016 entre Macedonia y España, donde interpretó los himnos nacionales de ambos países.